# Marcel Pesch
Marcel Pesch (* 14. Juni 1910 in Reims; † 18. Februar 1985 in Ixelles-Elsene) war ein luxemburgischer Radrennfahrer.

## Sportliche Laufbahn
Pesch war im Straßenradsport aktiv und Teilnehmer der Olympischen Sommerspiele 1928 in Amsterdam. Das olympische Straßenrennen beendete er nicht. In der Mannschaftswertung des Straßenrennens wurde Luxemburg mit Jean-Pierre Muller, Norbert Sinner, Jean Alfonsetti und Marcel Pesch 10.
1929 gewann er den Grand Prix François Faber, der damals als Eintagesrennen ausgetragen wurde, vor Giuseppe Graglia.